# Thomas-Handgriff
Der Thomas-Handgriff (nach Hugh Owen Thomas, britischer orthopädischer Chirurg, 1834–1891) ist ein Untersuchungsverfahren aus der Orthopädie. Er wird zum Nachweis einer Beugekontraktur im Hüftgelenk eingesetzt. 

## Anwendung
Durch eine Hyperlordosierung (Überstreckung mit Hohlkreuz) in der Lendenwirbelsäule kann beim liegenden Patienten eine Verkürzung der Hüftbeugemuskulatur (psoas) ausgeglichen, also verschleiert werden. Deswegen wird beim Thomas-Handgriff ein Bein in maximale Hüftbeugung (bei angewinkeltem Knie) gebracht, so dass das Hohlkreuz aufgehoben wird. Eine Hüftbeugekontraktur des anderen Beins zeigt sich dann durch Anheben des Oberschenkels von der Unterlage, da dessen verkürzte Oberschenkelmuskeln (in Frage kommen M. iliopsoas, M. tensor fasciae latae und M. quadriceps femoris) durch Kippen des Beckens unter Zug geraten. Zur Kontrolle, dass die Lendenlordose tatsächlich aufgehoben ist, kann der Untersucher eine Hand zwischen Lendenwirbelsäule und Untersuchungsliege platzieren.
Dieses Streckdefizit (bzw. Beugekontraktur) kann etwa bei beginnender oder ausgeprägter Arthrose des Hüftgelenks (Coxarthrose) festgestellt werden.